# Torneo Nacional de Boxeo Playa Girón 1989
Das Torneo Nacional de Boxeo Playa Girón 1989 wurde vom 21. bis zum 31. Januar 1989 in Guantánamo ausgetragen und war die 28. Austragung der nationalen kubanischen Meisterschaften im Amateurboxen.

## Medaillengewinner
Die Meistertitel wurden in zwölf Gewichtsklassen vergeben.
| Gewichtsklasse                  | Gold                | Silber                | Bronze                  |
| ------------------------------- | ------------------- | --------------------- | ----------------------- |
| Halbfliegengewicht (bis 48 kg)  | Rogelio Marcelo     | Emilio Paisan         | Anselmo Armenteros      |
| Halbfliegengewicht (bis 48 kg)  | Rogelio Marcelo     | Emilio Paisan         | Jorge Altunaga          |
| Fliegengewicht (bis 51 kg)      | Raúl González       | Joel Casamayor        | Leonel Maceo            |
| Fliegengewicht (bis 51 kg)      | Raúl González       | Joel Casamayor        | Hector Barrientos       |
| Bantamgewicht (bis 54 kg)       | Enrique Carrión     | Enrique Felix         | Rafael Cardenas         |
| Bantamgewicht (bis 54 kg)       | Enrique Carrión     | Enrique Felix         | Mario Kindelán          |
| Federgewicht (bis 57 kg)        | Arnaldo Mesa        | Arsenio Vidal         | Segundo Ramos           |
| Federgewicht (bis 57 kg)        | Arnaldo Mesa        | Arsenio Vidal         | Eddy Suárez             |
| Leichtgewicht (bis 60 kg)       | Julio González      | Idel Torriente senior | Jorge Fuentes           |
| Leichtgewicht (bis 60 kg)       | Julio González      | Idel Torriente senior | Efrain Valera           |
| Halbweltergewicht (bis 63,5 kg) | Ricardo Díaz        | Eduardo Correa        | Antonio Carrera         |
| Halbweltergewicht (bis 63,5 kg) | Ricardo Díaz        | Eduardo Correa        | Mario Iribarren         |
| Weltergewicht (bis 67 kg)       | Candelario Duvergel | Juan Carlos Lemus     | Fidel García            |
| Weltergewicht (bis 67 kg)       | Candelario Duvergel | Juan Carlos Lemus     | Juan Hernández Sierra   |
| Halbmittelgewicht (bis 71 kg)   | José Luis Hernández | Armando Martínez      | Pedro Duarte            |
| Halbmittelgewicht (bis 71 kg)   | José Luis Hernández | Armando Martínez      | Wilber Cespedes         |
| Mittelgewicht (bis 75 kg)       | Ángel Espinosa      | Alfredo Duvergel      | Lino Ramírez            |
| Mittelgewicht (bis 75 kg)       | Ángel Espinosa      | Alfredo Duvergel      | Ulisses Castillo        |
| Halbschwergewicht (bis 81 kg)   | Orlando Despaigne   | Pablo Romero          | Julio Quintana Martínez |
| Halbschwergewicht (bis 81 kg)   | Orlando Despaigne   | Pablo Romero          | Jorge Luis González     |
| Schwergewicht (bis 91 kg)       | Félix Savón         | Roberto Balado        | Onel Pérez              |
| Schwergewicht (bis 91 kg)       | Félix Savón         | Roberto Balado        | Juan Cause Delis        |
| Superschwergewicht (über 91 kg) | Armando Campuzano   | Ramon Lores           | Luis Azcuy              |
| Superschwergewicht (über 91 kg) | Armando Campuzano   | Ramon Lores           | Leonardo Martínez Fizz  |